# تحصیل مستوج
تحصیل مستوج (به انگلیسی: Mastuj) یک تحصیل در پاکستان است که در ناحیه چترال واقع شده‌است. تحصیل مستوج ۲۸۷٬۰۰۰ نفر جمعیت دارد و ۲٬۳۵۹ متر بالاتر از سطح دریا واقع شده‌است.